# 比良德托尔德西利亚斯
比良德托尔德西利亚斯，是西班牙卡斯蒂利亚-莱昂巴利亚多利德省的一个市镇。总面积12平方公里，总人口185人（2001年），人口密度15人/平方公里。